# Thomas Cardeza
Thomas Drake Martínez Cardeza (10 de mayo de 1875, Germantown, Filadelfia, Pensilvania -  6 de junio de 1952) fue un estadounidense empresario y explorador. También fue uno de los supervivientes del hundimiento del RMS Titanic en 1912.

## Biografía
Cardeza era hijo de James Warburton Martinez Cardeza (1854-1931), un destacado abogado, y su esposa Charlotte Wardle Drake (1854-1939), hija del banquero e industrial Thomas Drake. La familia estaba entre las más destacadas de Filadelfia. Se casó con Mary Racine, descendiente directa de Jean Racine, nacida en Francia y que pasó la mayor parte de su infancia en Suiza. Después del matrimonio, la pareja vivió principalmente en Austria. Tras el estallido de la Primera Guerra Mundial, Mary trabajó como enfermera voluntaria para la Cruz Roja en el Frente Oriental Europeo.
Thomas Cardeza subió el 10 de abril de 1912 en Cherburgo, Francia, como pasajero de primera clase a bordo del Titanic y ocupó una de las dos suites de lujo (Suite B51 / 53/55) con una cubierta de paseo privada en el lado de estribor de la cubierta B del transatlántico de lujo. Lo acompañaba su madre, su doncella Annie Ward y su propio valet o sirviente personal Gustave Lesueur.
Su esposa se quedó en la finca familiar en Hungría y se suponía que viajaría más tarde. Cardeza se encontraba en mal estado físico luego de un safari en África, circunstancia que le salvó la vida porque a muchos hombres no se les permitió abordar los botes salvavidas en el Titanic pero a él sí dada su débil condición. Tanto Cardeza como su madre, la sirvienta y el ayuda de cámara sobrevivieron al hundimiento del Titanic en el bote salvavidas número 3, en el que Max Stähelin-Maeglin, el banquero Robert Daniel, el editor Henry Harper y la esposa e hija de Charles M. Hays se sentaron también.
Tiempo después del accidente, Thomas Cardeza y su esposa se establecieron en la comunidad de Radmer en la Alta Estiria desde 1930. Arrendaron un pabellón de caza y terrenos de caza al señorío de Hohenberg. Dado que Radmer era muy pobre en ese momento, el matrimonio Cardeza mandó confeccionar ropa para la población y cada año Thomas Cardeza donó 5.000 kilogramos de harina que se almacenaba en la rectoría y se distribuía a los necesitados. Después de que los nacionalsocialistas llegaron al poder en Alemania y la situación política se volvió igualmente precaria en Austria, los Cardeza dejaron Radmer en 1933.
Mary Cardeza murió en 1943, Thomas en 1952. Está enterrado junto a su madre en el cementerio West Laurel Hill en Bala Cynwyd, Pensilvania.